# Live (album Alice in Chains)
Live – album kompilacyjno-koncertowy amerykańskiego zespołu muzycznego Alice in Chains, opublikowany nakładem wytwórni fonograficznej Columbia. Premiera wydawnictwa miała miejsce 5 grudnia 2000.
W skład zestawu wchodzi czternaście wyselekcjonowanych przez wytwórnię utworów, zarejestrowanych przez Alice in Chains pomiędzy 1990 a 1996 w trakcie różnych tras koncertowych. Album uzyskał w większości przychylne recenzje krytyków. Część z nich podkreślała dużą energię grupy, zwłaszcza w początkowych latach działalności, a także możliwość usłyszenia koncertowych wersji mniej znanych kompozycji („A Little Bitter”). Inni z kolei zarzucali płycie zbyt ograniczoną liczbę utworów, słabą jakość dźwięku oraz brak w zestawie akustycznych kompozycji grupy.

## Opis albumu
Live to kompilacyjno-koncertowy zestaw, w skład którego weszło czternaście utworów, zarejestrowanych na koncertach pomiędzy 1990 a 1996 przez Alice in Chains. Nagrania pochodzą m.in. z tras Facelift Tour (1990–1992) i Down in Your Hole Tour (1992–1993). Otwierający album „Bleed the Freak” jest wersją pierwotnie zamieszczoną na wideo Live Facelift (1991) – będącego zapisem występu w Moore Theatre w Seattle w stanie Waszyngton z 22 grudnia 1990. Kompozycje „Them Bones”, „Dam That River”, „A Little Bitter”, „Again” i „God Am” są fragmentami z dwóch ostatnich koncertów zagranych z wokalistą Layne’em Staleyem, które odbyły się 2 i 3 lipca 1996 w Saint Louis i Kansas City w stanie Missouri. Zespół występował w owym czasie w ramach Alive/Worldwide Tour, pełniąc rolę supportu przed Kiss.

## Wydanie i promocja
Premiera albumu, wydanego nakładem wytwórni Columbia, odbyła się 5 grudnia 2000. Za produkcję odpowiedzialny jest Peter Fletcher, a materiał został zmasteringowany przez Stephena Marcussena w Hollywood. Jako zapowiedź wytwórnia opublikowała singel promocyjny „Man in the Box” w wersji koncertowej. 30 grudnia zadebiutował on na 39. pozycji notowania Hot Mainstream Rock Tracks – opracowywanego przez „Billboard”. Łącznie na wspomnianej liście spędził dwa tygodnie. 6 stycznia 2001 spadł o jedną pozycję w dół.
Live jest trzecim – po kompilacjach Nothing Safe: Best of the Box (1999) i Music Bank (1999) – albumem w dyskografii zespołu, wydanym w okresie, gdy grupa nie była aktywna koncertowo.

## Odbiór

### Krytyczny
| Recenzje                  | Recenzje | Recenzje | Recenzje | Recenzje |
| Wydawca                   | Ocena    |          |          |          |
| ------------------------- | -------- | -------- | -------- | -------- |
| Metacritic                | 80/100   |          |          |          |
| Recenzje                  |          |          |          |          |
| Wydawca                   | Ocena    |          |          |          |
| AllMusic                  | [ 2 ]    |          |          |          |
| „Guitar World”            | [ 6 ]    |          |          |          |
| „Rolling Stone”           | [ 22 ]   |          |          |          |
| Rolling Stone Album Guide | [ 23 ]   |          |          |          |
| „Tylko Rock”              | [ 24 ]   |          |          |          |

Album spotkał się z przychylnymi opiniami. Na podstawie ocen z recenzji na stronie Metacritic, zliczono średnią przedstawiającą przyjęcie płyty przez medium krytyków. Live osiągnął wynik 80/100, co pozwala sklasyfikować go jako „ogólnie przychylne recenzje”.
Greg Prato z AllMusic uważał, że „Live to dobry przykład na to, by pokazać jak niszczycielskim zespołem Alice in Chains potrafi być”. Autor podkreślał, że charakterystyczne brzmienie grupy oraz mroczne teksty są jeszcze bardziej złowrogie i porywające w wersjach koncertowych. Greg Kot pisał za pośrednictwem „Chicago Tribune”: „Oto czwórka z Seattle zabiera do najmroczniejszych głębin […] Medytacje dotyczące Boga, śmierci czy uzależnienia, brzmią jak preambuła listu pożegnalnego”. Charles R. Cross z „Guitar World” podkreślał, że „być może największą niespodzianką na Live jest poziom energii Staleya […] Jego głos jest jednym z elementów brzmienia Alice, którego nie da się skopiować”. Dziennikarz wyróżniał także grę Jerry’ego Cantrella oraz sekcji rytmicznej. Scott Hudson z PopMatters stwierdził: „Live to naprawdę wspaniały zbiór, obejmujący różne okresy działalności zespołu, począwszy od rzadkich klubowych występów na początku lat 90., poprzez ich pierwszą krajową trasę koncertową, a skończywszy na wspólnych występach w roli supportu przed Kiss. Utwory sprawiają wrażenie, jakby zostały nagrane tego samego wieczora. Album wypełniony jest największymi przebojami grupy […] Minusem wydawnictwa jest jednak to, że album został ograniczony tylko do jednej płyty. Z pewnością zabrakło tu takich kompozycji, jak «Got Me Wrong», «Down in a Hole» czy «Rain When I Die». Niezależnie od tego, kolekcja jest na tyle bogata, że bez problemu pozwoli zadowolić fana zespołu”.
Jędrzej Sołtysiak z portalu rockmetal.pl napisał: „Generalnie materiał umieszczony na tej płycie różni się od wersji studyjnych przybrudzonym brzmieniem i ciężarem, ale także tym, że praktycznie brak tu tak charakterystycznych dla zespołu dwugłosów […] To eksponuje wokal Staleya, który wywiązuje się jednak ze swojej roli bardzo dobrze. Jego głos pasuje do muzyki i nie brak w nim ekspresji – sprawia wrażenie, jak gdyby każdy utwór głęboko przeżywał”. Negatywną opinię wystawił Jordan Babula z „Teraz Rocka”. Według autora kompilacja nagrań z różnego okresu powoduje, iż różnią się one jakością i sposobem nagrania. Babula skrytykował zbyt dużą ociężałość w brzmieniu Alice in Chains, bootlegową jakość dźwięku w pięciu ostatnich kompozycjach oraz brak akustycznych utworów z repertuaru zespołu, które, w jego ocenie, nadałyby albumowi przestrzeni i świeżych barw. Z kolei jako zaletę wymienił możliwość usłyszenia mniej znanych piosenek – np. „Queen of the Rodeo” i „A Little Bitter”. Grzesiek Kszczotek z „Tylko Rocka” przyznawał: „Co zapamiętałem? Głównie mrok i posępność tej muzyki. I ten głos Layne’a Staleya, przepełniony pesymizmem, nie wspominając o smutku. I jeszcze tę niebywałą ekspresję, energię zespołu wyczarowaną jedynie z instrumentów, a nie jak to zwykle bywa, z bieganiny po scenie, headbangingu i czegoś tam jeszcze. I na Live dokładnie to słychać, a może raczej czuć”.

### Komercyjny
23 grudnia 2000 Live zadebiutował na 142. pozycji w zestawieniu Billboard 200. Na liście utrzymał się przez dwa tygodnie. Na podstawie danych opublikowanych przez system monitorowania Nielsen SoundScan, płyta osiągnęła w Stanach Zjednoczonych sprzedaż wynoszącą 114 tys. egzemplarzy.

## Lista utworów
| Nr  | Tytuł utworu                          | Autorzy                                     | Długość |
| --- | ------------------------------------- | ------------------------------------------- | ------- |
| 1.  | „Bleed the Freak”                     | Jerry Cantrell                              | 4:35    |
| 2.  | „Queen of the Rodeo”                  | Layne Staley • Jet Silver                   | 4:40    |
| 3.  | „Angry Chair”                         | Staley                                      | 4:22    |
| 4.  | „Man in the Box”                      | Staley • Cantrell                           | 4:57    |
| 5.  | „Love, Hate, Love”                    | Staley • Cantrell                           | 7:47    |
| 6.  | „Rooster”                             | Cantrell                                    | 6:48    |
| 7.  | „Would?”                              | Cantrell                                    | 3:48    |
| 8.  | „Junkhead”                            | Staley • Cantrell                           | 5:20    |
| 9.  | „Dirt” (drunk and disorderly version) | Staley • Cantrell                           | 5:23    |
| 10. | „Them Bones”                          | Cantrell                                    | 2:39    |
| 11. | „God Am”                              | Staley • Cantrell • Mike Inez • Sean Kinney | 3:58    |
| 12. | „Again”                               | Staley • Cantrell                           | 4:23    |
| 13. | „A Little Bitter”                     | Staley • Cantrell • Inez • Kinney           | 3:51    |
| 14. | „Dam That River”                      | Cantrell                                    | 3:49    |
|     |                                       |                                             | 1:06:20 |

## Informacje
Opracowano na podstawie materiału źródłowego:
- utwór 1 zarejestrowany 22 grudnia 1990 w Moore Theatre w Seattle w stanie Waszyngton w ramach Facelift Tour
- utwór 2 zarejestrowany 5 listopada w Marquee Club w Dallas w stanie Teksas w ramach Facelift Tour
- utwory 3–8 zarejestrowane 2 marca 1993 w Barrowland Ballroom w Glasgow w ramach Down in Your Hole Tour
- utwór 9 zarejestrowany 24 października 1993 w Club Quattro w Nagoi w ramach Down in Your Hole Tour
- utwory 10–12 zarejestrowane 2 lipca 1996 w Kiel Center w Saint Louis w stanie Missouri w ramach 1996 North America Tour
- utwory 13–14 zarejestrowane 3 lipca 1996 w Kemper Arena w Kansas City w stanie Missouri w ramach 1996 North America Tour

## Personel
Opracowano na podstawie materiału źródłowego:
| Alice in Chains - Layne Staley – śpiew, gitara rytmiczna (3) - Jerry Cantrell – śpiew, gitara, wokal wspierający - Mike Starr – gitara basowa (1–2) - Mike Inez – gitara basowa (3–14), wokal wspierający (12) - Sean Kinney – perkusja | Produkcja - Producent muzyczny, producent wykonawczy: Peter Fletcher - Inżynier dźwięku, miksowanie: Mark Naficy, Tony Wilson - Inżynier dźwięku (utwory 3–8): Mike Walter - Inżynier dźwięku, miksowanie (utwory 10–14): Elliott Bailey - Miksowanie (utwór 1, 10–14): Toby Wright - Miksowanie i realizacja: Mark Naficy (utwory 2, 9) - Mastering: Stephen Marcussen w Marcussen Mastering Studio, Hollywood - Produkcja dla BBC: Tony Wilson (utwory 3–8) Oprawa graficzna - Dyrektor artystyczny: Mary Maurer - Design: Brandy Flower - Projekt okładki (wewnątrz): Sean Kinney - Zdjęcia: Marty Temme Management - Zarządzanie: Susan Silver |

## Notowania

### Album

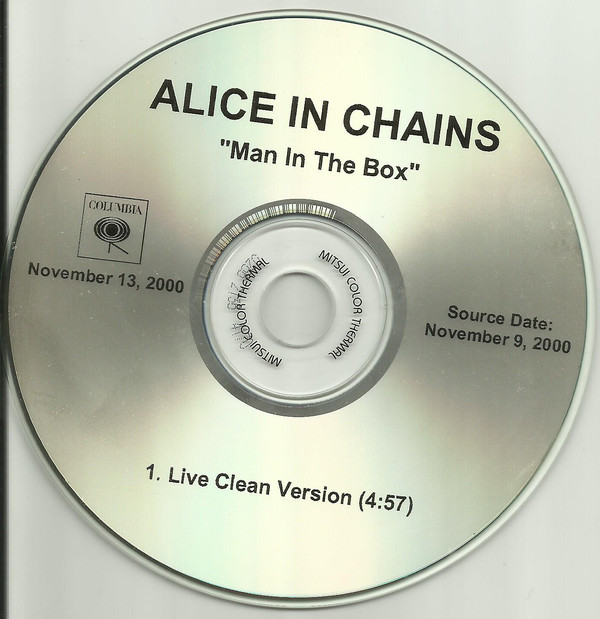
CD „Man in the Box”, promujące album koncertowy Live

| Lista (2000)                      | Pozycja |
| --------------------------------- | ------- |
| Billboard 200 (Stany Zjednoczone) | 142     |

### Single promocyjne
| Rok  | Singel           | Najwyższa pozycja              |
| Rok  | Singel           | USA Hot Mainstream Rock Tracks |
| ---- | ---------------- | ------------------------------ |
| 2000 | „Man in the Box” | 39                             |